# Dwupienność

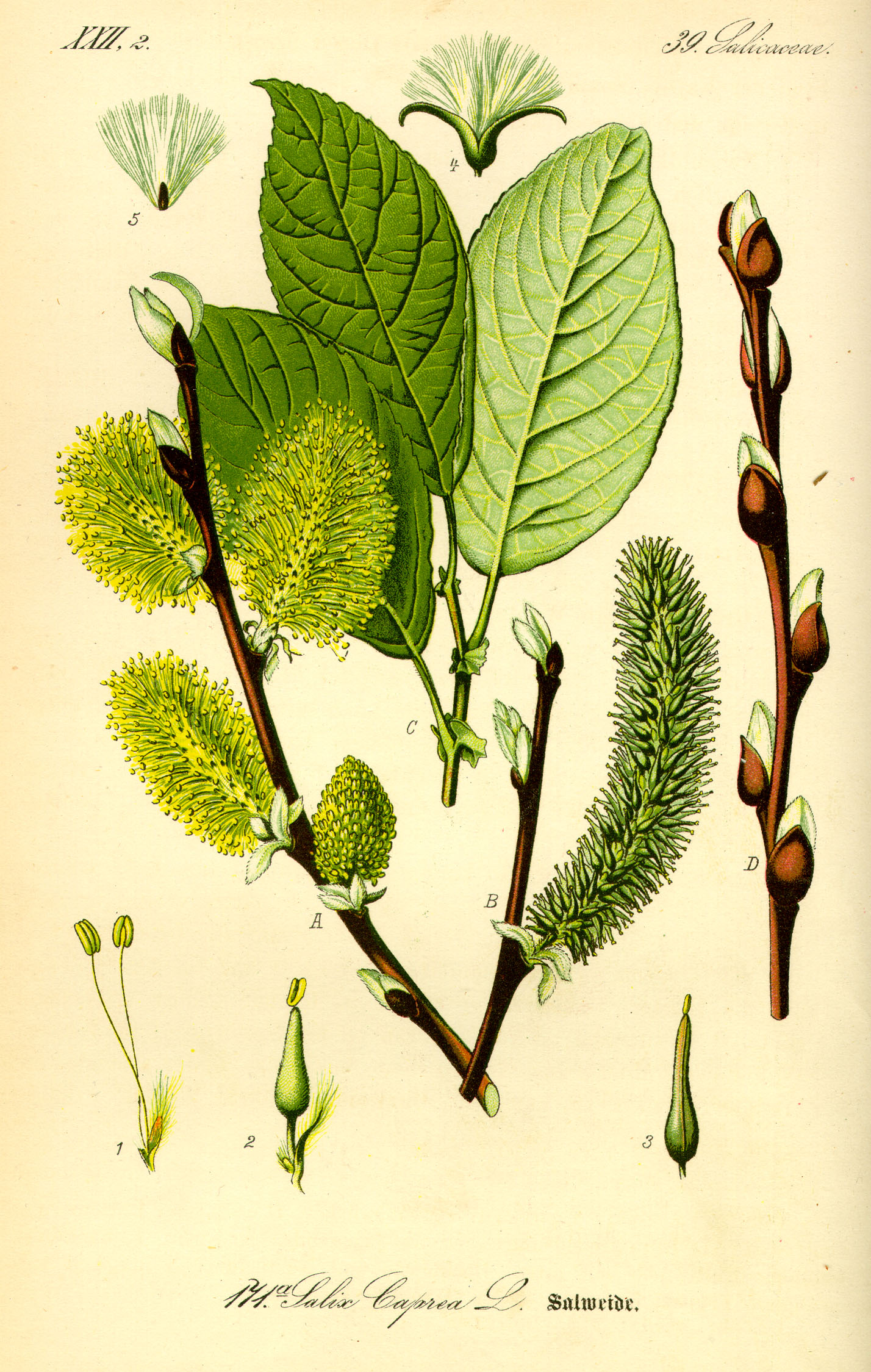
Na lewej gałązce kwiaty męskie, na prawej żeńskie u wierzby iwy

Dwupienność, dioecja –  u roślin występowanie żeńskich i męskich organów rozrodczych na różnych osobnikach. Rośliny takie określane są mianem dwupiennych (rozdzielnopłciowych). W przypadku dwupiennych mszaków i paprotników rodnie i plemnie występują na różnych roślinach (przedroślach). W przypadku roślin nasiennych dwupiennymi nazywane są te rośliny, na których występują wyłącznie kwiaty męskie lub kwiaty żeńskie. Rozdzielenie płci organów generatywnych między różnymi osobnikami jest jedną z form zapobiegania samozapyleniu.
Dwupiennymi roślinami okrytonasiennymi są przedstawiciele m.in. rodzin wierzbowatych, pokrzywowatych, konopiowatych. W przypadku nagonasiennych dwupienne są m.in. cisowate, sagowcowe i miłorzębowe. Do przykładów dwupiennych roślin uprawnych należą: szpinak warzywny, szparag lekarski, chmiel zwyczajny, konopie siewne, figowiec pospolity i oliwka europejska.
Przyjmuje się, że rośliny żeńskie u gatunków dwupiennych warunkowane są obecnością dwóch chromosomów XX (są homogenetyczne), podczas gdy rośliny męskie zawierają różne chromosomy (są heterogametyczne) – XY. U niektórych rodzajów występują wyraźnie odmienne chromosomy płci (np. u konopi, chmielu i szczawiu), u innych rozróżnienie tych chromosomów jest trudne.